# 贝勒丰 (吉伦特省)
贝勒丰（法語：Bellefond，法語發音：[bɛlfɔ̃]）是法国吉伦特省的一个市镇，属于朗贡区。

## 地理
贝勒丰（44°45'58"N, 0°10'14"W）面积3.19 平方千米，位于法国新阿基坦大区吉倫特省，该省份为法国西南部沿海省份，是法國本土面积最大的省，北起滨海夏朗德省，西临大西洋，南至朗德省，东南接洛特-加龍省，东临多爾多涅省。
与贝勒丰接壤的市镇（或旧市镇、城区）包括：瑞加藏、库尔皮亚克、吕加松、诺让和波斯蒂亚克、罗马涅。

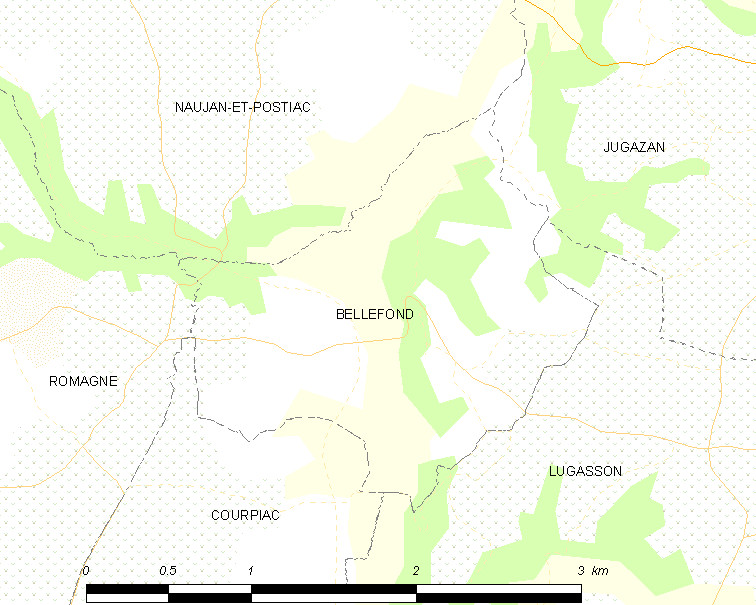
的OSM定位图

贝勒丰的时区为UTC+01:00、UTC+02:00（夏令时）。

## 行政
贝勒丰的邮政编码为33760，INSEE市镇编码为33044。

## 政治
贝勒丰所属的省级选区为海间县。

## 人口

1962-2008年间人口变化图示

贝勒丰于2022年1月1日时的人口数量为211人。